# Mecz lekkoatletyczny Polska – Stany Zjednoczone 1958

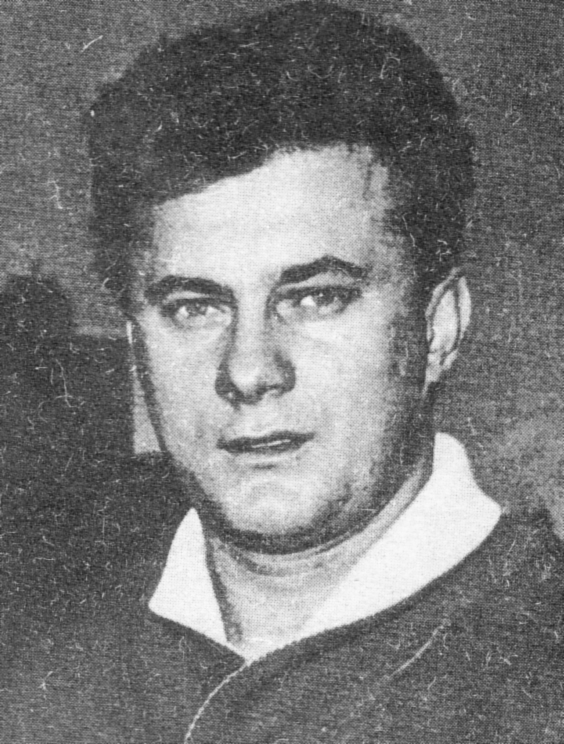
Kapitan reprezentacji Polski, oszczepnik, Janusz Sidło

Mecz lekkoatletyczny Polska – Stany Zjednoczone 1958 – zawody lekkoatletyczne, które odbyły się w dniach 1 i 2 sierpnia 1958 roku na Stadionie Dziesięciolecia w Warszawie.
Kapitanami drużyn byli miotacze – oszczepnik Janusz Sidło oraz młociarz Harold Connolly. Każdego dnia zawody śledziło z trybun warszawskiego obiektu około 100 tysięcy widzów – jest to do dziś najliczniejsza widownia w historii zawodów lekkoatletycznych na świecie. W spotkaniu na stadionie w Warszawie wystąpiło 49 zawodników USA (17 kobiet i 32 mężczyzn) oraz 50 Polaków (16 kobiet i 34 mężczyzn). Warszawski mecz zakończył się ostatecznie zwycięstwem drużyny USA 115 do 97 wśród mężczyzn oraz triumfem Polek 54 do 52. Było to pierwsze w historii spotkanie lekkoatletycznych drużyn Polski i Stanów Zjednoczonych.
Do spotkania z USA, męska reprezentacja Polski, nazwana przez niemieckich dziennikarzy wunderteamem, przez dwa lata nie przegrała meczu międzypaństwowego, notując serię 14 zwycięstw począwszy od meczu przeciwko Norwegii w dniach 24 i 25 września 1955 w Poznaniu. Międzynarodowe sukcesy zawodników sprawiły, iż w owym czasie lekkoatletyka stała się w Polsce sportem narodowym.

## Historia
Pierwszy raz po II wojnie światowej lekkoatleci amerykańscy wystąpili w Polsce w roku 1947 – Polski Związek Lekkiej Atletyki zaprosił do udziału w mityngu w Katowicach przebywających w owym czasie w Czechosłowacji reprezentantów USA. 27 lipca na katowickim stadionie wystartował m.in. ówczesny rekordzista świata w rzucie dyskiem Robert Fitch, który wygrał pchnięcie kulą (15,41) oraz rzut dyskiem (53,38).
Rozegrany w pierwszych dwóch dniach sierpnia 1958 roku mecz reprezentacji Polski i USA nie był wcześniej zaplanowany w światowym kalendarzu lekkoatletycznym – udało się go przeprowadzić przy okazji pojedynku Amerykanów z reprezentacją Związku Radzieckiego, który miał miejsce od 28 do 30 lipca w Moskwie. Mecze w stolicach ZSRR i Polski były odpowiednio trzecim i czwartym oficjalnym meczem międzypaństwowym drużyny amerykańskiej – wcześniej w 1938 rywalizowali z drużyną III Rzeszy oraz w 1949 ze Skandynawią.
Do reprezentacji USA na pojedynki w Europie zostali powołani ówcześni mistrzowie oraz wicemistrzowie kraju – w Warszawie nie wystąpili jednak m.in. mistrz olimpijski z Melbourne w biegach na 100 i 200 metrów oraz sztafecie 4 x 100 metrów Bobby Joe Morrow oraz złoty medalista igrzysk z 1956 w rzucie dyskiem Al Oerter. W składzie drużyny USA znalazło się czterech ówczesnych indywidualnych mistrzów olimpijskich (Tom Courtney, Glenn Davis, Parry O’Brien i Harold Connolly), jeden w sztafecie (Ira Murchison) i jedna złota medalistka igrzysk z Helsinek z roku 1952 – sprinterka Barbara Jones. Na warszawskim stadionie wystąpili także inni medaliści olimpijscy – Isabelle Daniels, Margaret Matthews, Willye White, Eddie Southern i Josh Culbreath.
W składzie reprezentacji Polski znalazł się ówczesny wicemistrz olimpijski w rzucie oszczepem Janusz Sidło, finaliści igrzysk w Melbourne: skoczek w dal Kazimierz Kropidłowski, tyczkarz Zenon Ważny oraz sprinterzy Marian Foik, Edward Szmidt i Zenon Baranowski. Na stadionie w Warszawie nie pojawili się natomiast złota medalistka igrzysk z 1956 roku Elżbieta Duńska-Krzesińska oraz finalista tej imprezy oszczepnik Jan Kopyto.
W biegu na 3000 metrów z przeszkodami Jerzy Chromik ustanowił (trzeci raz w karierze) rekord świata uzyskując – 2 sierpnia – czas 8:32,0. Wynik lepszy od poprzedniego rekordu globu (8:35,6), który 12 dni wcześnie ustanowił w Tallinnie reprezentant ZSRR Siemion Rżyszczyn, uzyskał także drugi na mecie warszawskiego biegu Zdzisław Krzyszkowiak. Podczas meczu ustanowiono osiem rekordów krajowych – cztery rekordy Polski i tyle samo rekordów Stanów Zjednoczonych.
Za największą sensację meczu uznano zwycięstwo Zbigniewa Makomaskiego nad Courtneyem w biegu na 800 metrów.

## Rezultaty
| WR – rekord świata \| \| NR – rekord kraju \| AR – rekord kontynentu \| SB – najlepszy wynik w sezonie |

### Mężczyźni
| Konkurencja:                  | 1. miejsce                                                                       | Rezultat     | 2. miejsce                                                                           | Rezultat | 3. miejsce          | Rezultat  | 4. miejsce             | Rezultat |
| Bieg na 100 m                 | Ira Murchison                                                                    | 10,5         | Edward Collymore                                                                     | 10,6     | Marian Foik         | 10,8      | Edward Szmidt          | 10,9     |
| Bieg na 200 m                 | Edward Collymore                                                                 | 21,2         | Ira Davis                                                                            | 21,3     | Marian Foik         | 21,6      | Edward Szmidt          | 21,6     |
| Bieg na 400 m                 | Glenn Davis                                                                      | 45,5         | Eddie Southern                                                                       | 46,5     | Stanisław Swatowski | 47,8      | Gerard Mach            | 47,9     |
| Bieg na 800 m                 | Zbigniew Makomaski                                                               | 1:46,7 NR    | Tom Courtney                                                                         | 1:46,8   | Tadeusz Kaźmierski  | 1:46,9    | Michael Peake          | 1:48,0   |
| Bieg na 1500 m                | Zbigniew Orywał                                                                  | 3:42,7       | Edward Moran                                                                         | 3:43,2   | James Grelle        | 3:43,4    | Stefan Lewandowski     | 3:43,4   |
| Bieg na 5000 m                | Kazimierz Zimny                                                                  | 13:52,2      | Marian Jochman                                                                       | 13:54,6  | William Dellinger   | 14:04,8   | Max Truer              | 14:32,6  |
| Bieg na 10 000 m              | Stanisław Ożóg                                                                   | 29:27,6      | Mieczysław Kierlewicz                                                                | 30:46,2  | Jerome Smart        | 31:04,0   | George McKenzie        | 33:18,4  |
| Bieg na 110 m przez płotki    | Ancel Robinson                                                                   | 14,0         | Hayes Jones                                                                          | 14,2     | Edward Bugała       | 14,5      | Tadeusz Niemczyk       | 14,9     |
| Bieg na 400 m przez płotki    | Glenn Davis                                                                      | 49,8         | Josh Culbreath                                                                       | 50,8     | Janusz Kotliński    | 52,1      | Kazimierz Janiak       | 53,7     |
| Bieg na 3000 m z przeszkodami | Jerzy Chromik                                                                    | 8:32,0 WR NR | Zdzisław Krzyszkowiak                                                                | 8:33,6   | Philip Coleman      | 8:40,8 NR | Charles Jones          | 9:31,8   |
| Sztafeta 4 x 100 m            | Stany Zjednoczone · Ira Murchison · Ira Davis · James Segrest · Edward Collymore | 40,0         | Polska · Zenon Baranowski · Edward Szmidt · Andrzej Zieliński · Marian Foik          | 40,8     |                     |           |                        |          |
| Sztafeta 4 x 400 m            | Stany Zjednoczone · Jack Yerman · Tom Courtney · Glenn Davis · Eddie Southern    | 3:05,8       | Polska · Gerard Mach · Tadeusz Kaźmierski · Stanisław Swatowski · Zbigniew Makomaski | 3:11,4   |                     |           |                        |          |
| Skok wzwyż                    | Charles Dumas                                                                    | 2,11         | Zbigniew Lewandowski                                                                 | 1,98     | Paul Stuber         | 1,96      | Kazimierz Fabrykowski  | 1,98     |
| Skok o tyczce                 | Ronald Morris                                                                    | 4,58         | Zenon Ważny                                                                          | 4,53 NR  | Andrzej Krzesiński  | 4,42      | James Breawe           | 4,35     |
| Skok w dal                    | Ernst Shelby                                                                     | 7,83         | William Jackson                                                                      | 7,51     | Henryk Grabowski    | 7,44      | Kazimierz Kropidłowski | 7,25     |
| Trójskok                      | Józef Szmidt                                                                     | 16,11        | Kenneth Floerke                                                                      | 15,36    | Ryszard Malcherczyk | 15,34     | Ira Davis              | 15,09    |
| Pchnięcie kulą                | Parry O’Brien                                                                    | 18,75        | Dallas Long                                                                          | 17,80    | Alfred Sosgórnik    | 16,90     | Józef Auksztulewicz    | 16,70    |
| Rzut dyskiem                  | Rink Babka                                                                       | 54,15        | Edmund Piątkowski                                                                    | 53,88    | Parry O’Brien       | 52,33     | Eugeniusz Wachowski    | 50,38    |
| Rzut młotem                   | Tadeusz Rut                                                                      | 64,41 NR     | Albert Hall                                                                          | 63,81    | Olgierd Ciepły      | 63,08     | Harold Connolly        | 62,83    |
| Rzut oszczepem                | Janusz Sidło                                                                     | 81,97 SB     | Zbigniew Radziwonowicz                                                               | 73,34    | Al Cantello         | 72,17     | Franklin Held          | 68,64    |

### Kobiety
| Konkurencja:              | 1. miejsce                                                                                  | Rezultat | 2. miejsce                                                                        | Rezultat | 3. miejsce           | Rezultat  | 4. miejsce         | Rezultat |
| Bieg na 100 m             | Barbara Jones                                                                               | 11,6     | Margaret Matthews                                                                 | 11,8     | Barbara Janiszewska  | 11,8      | Celina Jesionowska | 12,2     |
| Bieg na 200 m             | Isabelle Daniels                                                                            | 23,9 NR  | Barbara Janiszewska                                                               | 24,0     | Lucinda Williams     | 24,0      | Celina Jesionowska | 24,7     |
| Bieg na 800 m             | Krystyna Nowakowska                                                                         | 2:13,0   | Beata Żbikowska                                                                   | 2:13,2   | Lilian Green         | 2:18,8 NR | Florence McArdle   | 2:21,4   |
| Bieg na 80 m przez płotki | Maria Bibro                                                                                 | 11,8     | Lauretta Poley                                                                    | 12,0     | Maria Stodolna       | 12,0      | Doris McCafrey     | 12,1     |
| Sztafeta 4 x 100 m        | Stany Zjednoczone · Isabelle Daniels · Lucinda Williams · Margaret Matthews · Barbara Jones | 45,0     | Polska · Maria Chojnacka · Barbara Janiszewska · Celina Jesionowska · Maria Bibro | 46,4     |                      |           |                    |          |
| Skok wzwyż                | Iwona Ronczewska                                                                            | 1,55     | Jarosława Jóźwiakowska                                                            | 1,55     | Verheda Thomas       | 1,50      | Barbara Brown      | 1,50     |
| Skok w dal                | Willye White                                                                                | 6,16 NR  | Maria Chojnacka                                                                   | 6,00     | Maria Ciastowska     | 5,85      | Annie Smith        | 5,54     |
| Pchnięcie kulą            | Earlene Brown                                                                               | 16,26    | Jadwiga Klimaj                                                                    | 14,09    | Eugenia Rusin        | 13,98     | Sharon Sheppard    | 13,04    |
| Rzut dyskiem              | Earlene Brown                                                                               | 48,63    | Helena Dmowska                                                                    | 45,29    | Kazimiera Sobocińska | 44,76     | Pamela Curell      | 41,39    |
| Rzut oszczepem            | Urszula Figwer                                                                              | 51,19    | Marjorie Larney                                                                   | 47,82    | Maria Grabowska      | 45,67     | Amelia Wershoven   | 45,30    |